# Linda Hambäck
Linda Hambäck (Seül, 10 de novembre de 1974) és una guionista, directora i productora sueca.
Originària de Corea del Sud, l'any 1998 obtingué un diploma a l'Institut d'Art Dramàtic d'Estocolm. A continuació, començà a treballar en cinema i televisió. L'any 2004 s'especialitzà en cinema d'animació i s'uní a l'estudi d'animació suec FilmTecknarna. En tant que productora, aconseguí molt èxit crític, sobretot per la part animada del documental Searching for Sugar Man, realitzat per Malik Bendjelloul, i recompensat amb l'Oscar al millor documental de 2013. En qualitat de directora, realitzà llargmetratges com Paddy, la petite souris (2017) o La meva mare és un goril·la (i què passa?) (2020), guanyadora del premi Michel a la millor pel·lícula infantil i juvenil, al Festival de Cinema d'Hamburg de 2021.

## Obres
Les obres cinematogràfiques realitzades, en funció de la tasca desenvolupada, són:

### Com a directora
- 2013: Fighting Spirit
- 2014: Cançons per a infants i bestioles de Linda Hambäck i Marika Heidebäck (curtmetratge)
- 2016: Bajsfilmen - Dolores och Gunellens värld
- 2017: Paddy, la petite souris
- 2020: La meva mare és un goril·la (i què passa?)

### Com a productora
- 2000: I väntan på bruden, de Marcus Olsson (curtmetratge)
- 2008: Lögner, de Jonas Odell (curtmetratge)
- 2010: Tussilago, de Jonas Odell (curtmetratge)
- 2010: Qui voilà?, de Jessica Laurén
- 2014: Coucou nous voilà, de Jessica Laurén (curtmetratge)
- 2017: Paddy, la petite souris, de Linda Hambäck
- 2020: La meva mare és un goril·la (i què passa?), de Linda Hambäck

## Premis i nominacions
- Festival de Cinema d'Hamburg de 2021: Premi Michel a la millor pel·lícula infantil i juvenil per La meva mare és un goril·la (i què passa?).[4][5][6]